# رئاسة أندرو جاكسون
بدأت رئاسة أندرو جاكسون في 4 مارس 1829، عندما أدى القسم الرئاسي في الولايات المتحدة، وانتهت في 4 مارس 1837. تولى جاكسون، الرئيس السابع للولايات المتحدة، منصبه بعد هزيمة الرئيس جون كوينسي آدامز، الذي كان يشغل المنصب حينها، في الانتخابات الرئاسية لعام 1828 المتنازع عليها بشدة. أسس جاكسون القوة السياسية التي اندمجت في الحزب الديمقراطي خلال الحملة الرئاسية لعام 1828 في ظل رئاسة جاكسون. فاز جاكسون بإعادة انتخابه في عام 1832، متغلبًا على المرشح الجمهوري الوطني هنري كلاي بفارق كبير. خلف جاكسون خليفته المختار بعناية، وهو نائب الرئيس مارتن فان بيورين، بعد فوز الأخير في الانتخابات الرئاسية لعام 1836.
شهدت رئاسة جاكسون عدة تطورات مهمة على صعيد السياسة الداخلية. كان جاكسون مؤيدًا قويًا لإبعاد القبائل الأمريكية الأصلية من الأراضي الأمريكية شرق نهر المسيسيبي، فبدأ في عملية النقل القسري المعروفة باسم «درب الدموع». أسس نظام الغنائم للمناصب الحكومية الفيدرالية مستخدمًا صلاحيات المحسوبية لبناء حزب ديمقراطي قوي وموحد. رد جاكسون على أزمة الإبطال بالتهديد بإرسال جنود فيدراليين إلى ولاية كارولاينا الجنوبية، ولكن الأزمة أُخمِدَت من خلال إقرار التعريفة الجمركية لعام 1833. انخرط أيضًا في صراع طويل مع البنك الثاني للولايات المتحدة، والذي اعتبره معقلًا للنخبوية مناهضًا للديمقراطية. انتصر جاكسون في «حرب البنوك»، وانتهى الميثاق الفيدرالي للبنك الثاني للولايات المتحدة في عام 1836. ساهم تدمير البنك وسياسات جاكسون المتعلقة بالمال الثابت في ذعر عام 1837. لم تكن الشؤون الخارجية حافلة بالأحداث مقارنة بالشؤون الداخلية خلال رئاسة جاكسون؛ ولكن جاكسون تابع العديد من المعاهدات التجارية مع القوى الأجنبية واعترف باستقلال جمهورية تكساس.
كان جاكسون الشخصية السياسية الأكثر تأثيرًا وإثارة للجدل في ثلاثينيات القرن التاسع عشر؛ إذ حددت رئاسته لمدة ولايتين مسار ربع قرن من الحيز العام الأمريكي، المعروف باسم العصر الجاكسوني. صرح المؤرخ جيمس سيلرز أن «شخصية أندرو جاكسون البارعة كانت كافية بحد ذاتها لجعله واحدًا من أكثر الشخصيات إثارة للجدل على الإطلاق بين شخصيات المسرح الأمريكي». شجعت أفعاله خصومه السياسيين على الاندماج في الحزب اليميني؛ الذي فضل استخدام السلطة الفيدرالية لتحديث الاقتصاد من خلال دعم الخدمات المصرفية، والتعريفات الجمركية على الواردات المصنعة، والتحسينات الداخلية مثل القنوات والموانئ. كانت سمعة جاكسون هي الأصعب في تلخيصها أو تفسيرها غالبًا من بين كل السمعات الرئاسية. وجد كاتب السيرة الذاتية جيمس بارتون أن سمعته مليئة بالتناقضات بعد جيل من رئاسته؛ فقال: «كان ديكتاتورًا أو ديمقراطيًا، جاهلًا أو عبقريًا، شيطانًا أو قديسًا». أجرى المؤرخون وعلماء السياسة ثلاثة عشر استطلاعًا بين عامي 1948 و2009، صُنِّف جاكسون فيهم باستمرار ضمن قائمة الرؤساء العشرة الأوائل أو بالقرب منهم.

## التنصيب الأول
أُقيم حفل تنصيب جاكسون الأول في 4 مارس 1829، وكانت تلك المرة الأولى التي يُقام فيها حفل تنصيب رئاسي في الرواق الشرقي لمبنى الكونغرس الأمريكي (مبنى كابيتول الولايات المتحدة). لم يحضر الرئيس السابق جون كوينسي آدامز حفل تنصيب جاكسون بسبب الحملة العنيفة والكراهية المتبادلة. وصل عشرة آلاف شخص إلى المدينة لحضور الحفل، مما أثار هذا الرد من فرانسيس سكوت كي: «هذا جميل، هذا رائع!». كان جاكسون أول رئيس يدعو الجمهور لحضور حفل تنصيب البيت الأبيض. جاء العديد من الفقراء إلى حفل التنصيب بملابسهم المصنوعة منزليًا وبأخلاقهم الفظة؛ وأصبح الحشد كبيرًا لدرجة أن الحراس لم يتمكنوا من إبعادهم عن البيت الأبيض، الذي أصبح مزدحمًا بالناس لدرجة أن الأطباق وقطع الديكور بداخله تحطمت. إن شعبوية جاكسون الصاخبة أكسبته لقب «الملك موب». تولى جاكسون منصبه في وقت لم تواجه فيه الولايات المتحدة أي أزمة اقتصادية أو أزمة سياسية خارجية كبيرة؛ وذلك في الوقت الذي شهدت فيه رئاسة آدامز العديد من الخلافات السياسية التي استمرت خلال فترة رئاسته. لم يعلن جاكسون عن أي أهداف سياسية واضحة في الأشهر التي سبقت انعقاد الكونغرس في ديسمبر 1829 باستثناء رغبته في سداد الدين الوطني.

## فلسفة
ارتبط اسم جاكسون بالديمقراطية الجاكسونية، أو تحول الديمقراطية وتوسيعها، مع تحول السلطة السياسية من النخب الراسخة إلى الناخبين العاديين المتمركزين في الأحزاب السياسية. شكّل «عصر جاكسون» الأجندة الوطنية والسياسة الأمريكية. كانت فلسفة الرئيس جاكسون مشابهة لفلسفة توماس جفرسون، إذ كان يدافع عن القيم الجمهورية التي يتبناها جيل الحرب الثورية الأمريكية. آمن جاكسون بقدرة الناس على «التوصل إلى الاستنتاجات الصحيحة»، واعتقد أنه يجب أن يكون لهم الحق ليس فقط في الانتخاب ولكن أيضًا في «توجيه تعليمات لعملائهم وممثليهم». رفض أيضًا الحاجة إلى وجود محكمة عليا قوية ومستقلة، بحجة أنه «يجب على الكونغرس والسلطة التنفيذية والمحكمة أن يسترشدوا، كل منهم على حدة، بآرائه الخاصة بشأن الدستور». اعتقد جاكسون أن قضاة المحكمة العليا يجب أن يترشحوا للانتخابات، وآمن بالبنائية الصارمة باعتبارها أفضل طريقة لضمان الحكم الديمقراطي.

## الإدارة ومجلس الوزراء
اختار جاكسون «رجال الأعمال العاديين»، الذين كان ينوي السيطرة عليهم، بدلًا من اختيار قادة الحزب لمجلس الوزراء. اختار جاكسون اثنين من الشماليين، مارتن فان بيورين من نيويورك وصامويل إنغهام من بنسلفانيا، للمنصبين الرئيسيين كوزير الخارجية ووزير الخزانة. عيَّن أيضًا جون برانش من ولاية كارولاينا الشمالية أمينًا عامًا للبحرية، وجون ماكفيرسون بيرين من جورجيا نائبًا عامًا، وجون إيتون من تينيسي، وهو صديق وحليف سياسي مقرب، وزيرًا للحرب. أدرك جاكسون الأهمية المتزايدة لمكتب البريد، فرفع منصب مدير مكتب البريد العام إلى مجلس الوزراء، وعين وليام تي. باري من كنتاكي لرئاسة القسم. كان فان بيورين وحده الشخصية السياسية الرئيسية من بين المسؤولين الستة في حكومة جاكسون الأولية. تعرضت اختيارات جاكسون لانتقادات من جهات مختلفة، فشعر كل من كالهون وفان بيورين بخيبة أمل لأن فصائلهما لم تكن أكثر بروزًا في مجلس الوزراء، بينما اشتكى زعماء ولاية فيرجينيا ومنطقة نيو إنغلاند من استبعادهم. اعتمد جاكسون على «المستشارين المقربين» غير الرسميين، إلى جانب حكومته الرسمية، مثل الجنرال ويليام بيركلي لويس والصحفي عاموس كيندال. شغل ابن شقيق جاكسون، أندرو جاكسون دونلسون، منصب السكرتير الشخصي للرئيس، وعملت زوجته إميلي مضيفة للبيت الأبيض.
عانت حكومة جاكسون الأولى من الحزبية المريرة والنميمة، وخاصة بين إيتون، ونائب الرئيس جون سي. كالهون، وفان بيورين. استقال الجميع باستثناء باري (وكالهون) بحلول منتصف عام 1831. أصبح الحاكم لويس كاس من إقليم ميشيغن وزيرًا للحرب، وتولى السفير وعضو الكونغرس السابق لويس ماكلين من ديلاوير منصب وزير الخزانة، وأصبح السيناتور إدوارد ليفينغستون من لويزيانا وزيرًا للخارجية، وأصبح السيناتور ليفي وودبري من نيو هامبشاير أمينًا عامًا لبحرية الولايات المتحدة. حلَّ روجر تاني، الذي شغل سابقًا منصب المدعي العام لولاية ماريلاند، محل بيرين في منصب المدعي العام للولايات المتحدة. كان أعضاء مجلس الوزراء المعينين في عام 1831 من القادة الوطنيين البارزين، ولم يكن أي منهم متحالفًا مع كالهون، وذلك على نقيض اختياراته في حكومته الأولى. ظهر الصحفي فرنسيس برستون بلير كمستشار مؤثر خارج مجلس الوزراء.
نقل جاكسون ماكلين إلى منصب وزير الخارجية في بداية ولايته الثانية، في حين حل ويليام جيه. دوان محل ماكلين كوزير للخزانة وأصبح ليفينغستون سفيرًا لدى فرنسا. فُصِل دوان من مجلس الوزراء قبل نهاية عام 1833 بسبب معارضته لسحب جاكسون للأموال الفيدرالية من البنك الثاني للولايات المتحدة. أصبح تاني وزير الخزانة الجديد، وحلَّ بنيامين إف. بتلر محل تاني في منصب المدعي العام. اضطر جاكسون إلى تغيير حكومته مرة أخرى في عام 1834 بعد أن رفض مجلس الشيوخ ترشيح تاني واستقالة ماكلين. عُيِّن جون فورسيث من جورجيا وزيرًا للخارجية، وحل محلون ديكرسون محل وودبيري في منصب الأمين العام للبحرية الأمريكية، وأصبح وودبري وزير الخزانة الرابع والأخير في عهد جاكسون. طرد جاكسون باري في عام 1835 بعد شكاوى عديدة حول فعالية الأخير في الإدارة العامة لمكتب البريد، واستبدله بعاموس كيندال.